# 기장 묘관음사 오여래탱
기장 묘관음사 오여래탱(機張 妙觀音寺 五如來幀)은 부산광역시 기장군 장안읍 묘관음사에 있는 조선시대의 불화이다. 2008년 4월 2일 부산광역시의 문화재자료 제42호로 지정되었다.

## 개요
묘관음사 오여래탱은 다보여래(多寶如來), 묘색신여래(妙色身如來), 광박신여래(廣博身如來), 이포외여래(離怖畏如來), 김로왕여래(甘露王如來) 등 다섯여래를 그린 탱화로, 영가천도 시에 경내에 내어 거는 불화이다. 묘관음사의 다섯 불입상의 전체적인 모습이 아주 흡사하다.
견본채색의 족자 형태로 그려졌던 각각의 화심들이 최근 1폭씩의 액자 형태로 개조된 채 재표구되어 있다. 화기란(畵記欄)은 원위치를 상실한 채 따로 액자 속에 보관되어 있다.
원 불화의 채색은 은은한 흔적이나 현재는 진하고 조잡한 색채를 군데군데 덧칠해 놓았다. 붓 선의 필선도 원래 필선은 가늘고 유연하나 보수된 필선은 굵고 조잡하며, 원래의 형상과는 다른 모습으로 필선처리된 곳도 여러 군데 발견된다.
한 액자 속에 표구된 화기에서는 화원의 이름인 유성(有性)과 낙정(樂淨)이 표기되어 있어, 이 오여래탱을 그린 화사임을 알 수 있다. 유성은 18세기 통도사, 쌍계사, 봉정사, 개심사, 운문사 등의 불화를 제작하기도 한 유명한 화사이다.
묘관음사 오여래탱은 화기와 그림이 분리되고 작품에 덧칠된 색채와 필선은 원래의 필선과 색채의 가치를 다소 떨어뜨리고 있으나, 18세기 경상도 지역에서 활약한 유성 화사의 작품의 일부분이란 점, 부산 지역에서 조선후기 오여래탱이 보고된 적이 없다는 점 등을 고려할 때 18세기 영남 지역 화사 연구 및 오여래탱 연구에 자료적 가치가 있다.

## 참고 문헌
- 묘관음사오여래탱 - 국가유산청 국가유산포털